# Buba Camara
Aboubacar Camara, noto semplicemente come Buba Camara (Conakry, 1º giugno 1993), è un calciatore guineano, portiere svincolato.

## Carriera

### Nazionale
Ha esordito in nazionale il 5 febbraio 2013.